# Lamond Murray
Lamond Maurice Murray (20 d'abril de 1973, a Pasadena, Califòrnia) és un jugador de bàsquet que actualment és agent lliure de l'NBA.
Murray va ser elegit en la setena posició del Draft de l'NBA del 1994 per Los Angeles Clippers, després d'una gran carrera en la Universitat de Califòrnia. A part dels Clippers i Nets, ha jugat també en els Cleveland Cavaliers i als Toronto Raptors.
És cosí de l'exjugador de l'NBA Tracy Murray.